# Compans-Caffarelli
Compans-Caffarelli és un districte de negocis a Tolosa a Occitània, França, on hi ha empreses i grans escoles. És a prop de Canal du Midi. El nom és del general de divisió francès Jean Dominique Compans i de general de divisió francès d'ascendència italiana Casa François Auguste de Caffarelli du Falga. El districte està entre el Canal de Brienne (sud) i el Canal du Midi (nord).
Compans-Caffarelli és la seu d'hotels, empreses (com EDF, Orange Business Services), àrees esportives i comercials, així com la Universitat de Tolosa I Capitole, Toulouse Business School, un campus d'Epitech (IT universitat), un campus d'IPSA (aeroespacial universitat), un campus d'ISEG (escola de comunicació), etc.